# Flavio Biondo

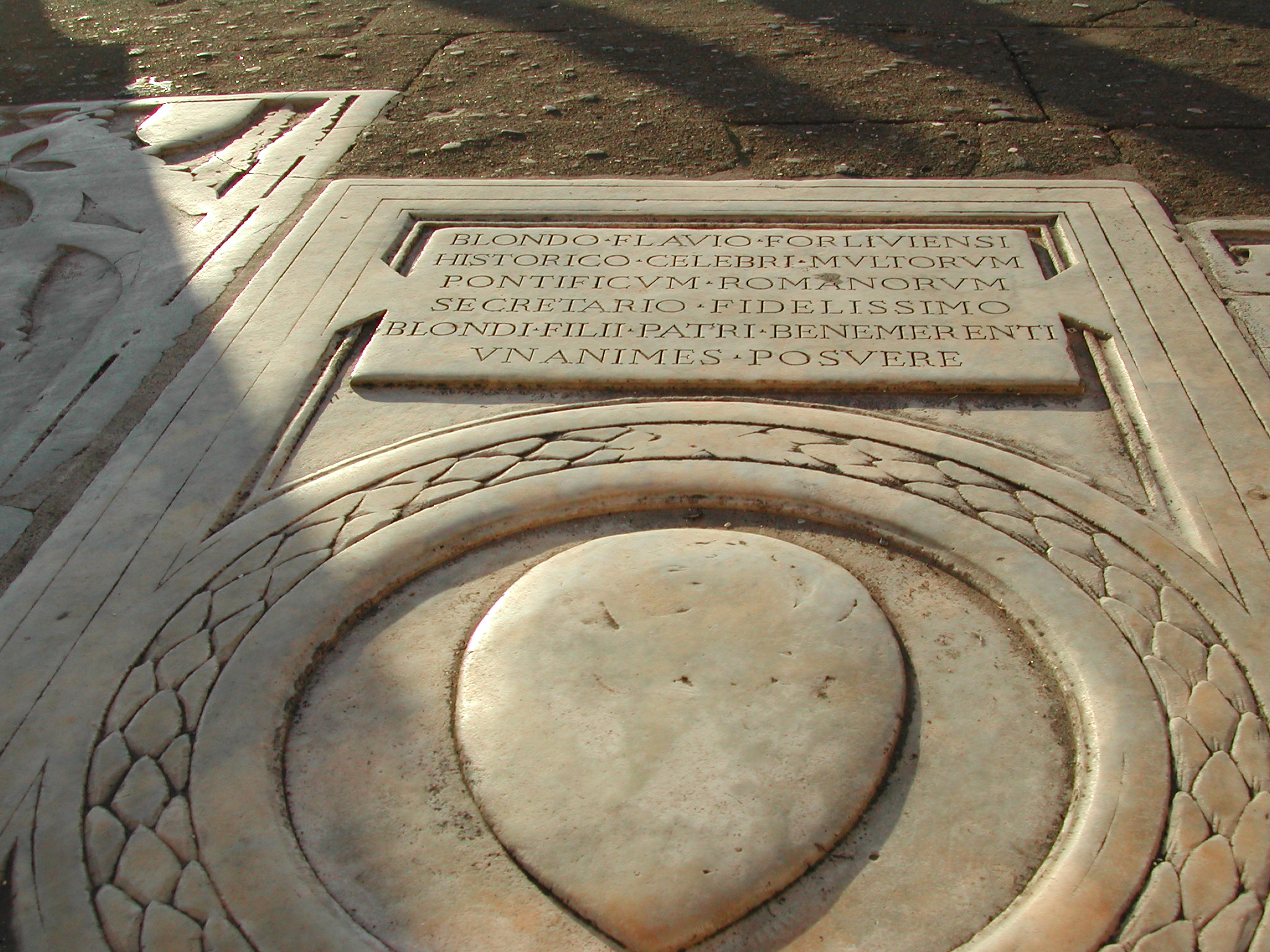
Làpida funerària de Flavio Biondo, a Roma.

Flavio Biondo (en llatí: Flavius Blondus), (Forli, 1392 - Roma, 1463), fou un historiador i humanista del Renaixement italià de cosmovisió historiogràfica com Leonardo Bruni, de qui va ser amic i corresponsal (durant la seva etapa com a secretari apostòlic amb Eugeni IV).
Va destacar pels seus treballs històrics i arqueològics i va ser el primer a emprar el concepte d'"edat mitjana" (medium Aevum en llatí) a la seva obra Historiarum ab inclinatione Romanorum imperii decades, publicada el 1483 tot i que va ser escrita amb anterioritat.
Entre les seves obres destaquen
- Dècades, en què manté una actitud crítica davant els historiadors cèlebres i fa ús de fonts abundants i diverses.

- Itàlia il·lustrada, combina geografia i història, present i arqueologia.

- Roma Instaurada, descripció de l'antiga Roma i crítiques al seu estat de conservació.